# Geschichte Dschibutis

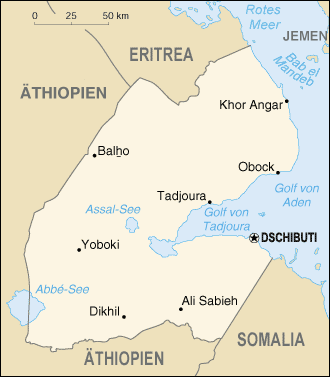
Karte Dschibutis

Die Geschichte Dschibutis umfasst die Geschichte des heutigen Staates Dschibuti am Horn von Afrika, die Geschichte der französischen Kolonie, aus der dieser Staat hervorgegangen ist sowie die vorkoloniale Geschichte dieses Gebietes, das in vorkolonialer Zeit als politische Einheit nicht existierte.

## Vorkoloniale Zeit
Alle heutigen Volksgruppen sind Zuwanderer aus Nachbarregionen. Ab dem 13. Jahrhundert wanderten Afar (auch Danakil genannt) in das Gebiet des heutigen Staates Dschibuti ein. Von der Arabischen Halbinsel her kamen ebenfalls kleinere Einwandererschübe. Aus dem Osten wanderten schließlich Angehörige des Volks der Issa-Somali zu, welches heute die Bevölkerungsmehrheit stellt. Die Einwohner standen unter der Herrschaft lokaler und regionaler Sultane. Eine größere Staatenbildung, welche den Großteil des heutigen Staatsgebiets umfasst, gab es nicht. Für kurze Zeit beherrschten im 16. Jahrhundert die Portugiesen die Küste, als sie dem von Ahmed Gran bedrängten Äthiopien zu Hilfe kamen. 1839 versuchten sich die Franzosen mit einem Stützpunkt in Amphala festzusetzen, ein Jahr später eroberten die Briten die Insel Moucha im Golf von Tadjoura. Der Franzose Rochet d'Héricourt erwarb vom König von Shewa 1842 den Ort Tadjoura (Tadschura). Das Problem war, dass gar nicht dieser König der Besitzer von Tadjoura war, sondern ein lokaler Sultan, welcher den Kaufvertrag nicht anerkannte. Ein weiterer erfolgloser Kolonialisationsversuch wurde 1859 durch den französischen Kaufmann Henri Lambert unternommen.

## Kolonialzeit

### Frühe Kolonialzeit 1862–1896

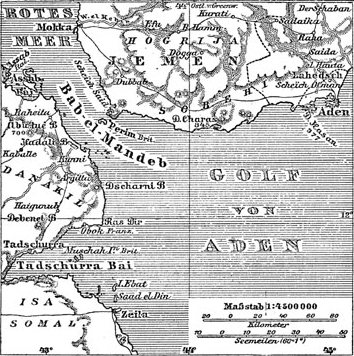
Karte des Golfs von Aden mit Dschibuti (1888)

Henri Lambert hatte immerhin erfolgreich Kontakte zwischen Frankreich und den lokalen Herrschern vermittelt. Dadurch schloss Frankreich am 11. März 1862 mit den Sultanen von Tadschura, Raheita und Gobaad einen Bündnis- und Freundschaftsvertrag. Gleichzeitig unterschrieb Dini Achmed Abu Bakr, der Abgesandte dieser Sultane, in Paris einen Kaufvertrag Frankreichs für den Ort Obock und Umgebung gegen die Summe von 55.000 Goldfranc. Frankreich sicherte sich so einen Landeplatz an der Schiffsroute von Europa nach Indien und in Konkurrenz zum nahe gelegenen britischen Aden. Bis zum 29. Dezember 1883 gab es allerdings keine effektive französische Herrschaft über das erworbene Gebiet. Als dann die Italiener und Russen (vgl. Sagallo) im Gebiet Fuß fassen wollten, wurde Léonce Lagarde erster Kommissar des Obock-Territoriums (frz. le territoire d'Obock), wie das Gebiet genannt wurde. Mit dem Erwerb der Hafenstadt Tadjoura im Jahr 1884 erhielt das Gebiet den Namen Territoire Française d'Obock, Tadjoura, Dankils et Somalis. Lagarde wurde zum Kommandanten dieses Gebiets befördert. Die Briten, welche sich östlich dieses Territoriums in Britisch-Somaliland festsetzten, anerkannten am 9. Februar 1888 die Herrschaft der Franzosen und legten mit diesen die Grenze ihrer Gebiete fest. Im selben Jahr gründeten die Franzosen den Ort Dschibuti als neuen Hafen. Bereits vier Jahre später wurde Dschibuti anstelle von Obock neuer Hauptort der Kolonie. Mit dem weiteren Erwerb von Gebieten vergrößerte sich die Kolonie von ursprünglich 400 km² auf die heutige Fläche von 23.200 km² und erhielt 1896 den Namen Französische Somaliküste (frz. Côte française des Somalis). Lagarde wurde erster französischer Gouverneur.

### Französische Somaliküste 1896–1967
Die Kolonie wurde durch die Fertigstellung der Bahnlinie von Dschibuti-Stadt nach Addis Abeba im Jahr 1917 zum Haupthafen für Güter aus/nach Äthiopien. Sonst blieb das Gebiet wegen des weitflächigen Wüstencharakters kaum besiedelt.
Am 22. Juni 1940 erklärte die Leitung der Kolonie seine Loyalität zum Vichy-Regime. Die Kolonialverwaltung unter Pierre Nouailhetas ging hart gegen tatsächliche oder angebliche Gegner des Vichy-Regimes vor und unterstützte zudem das faschistische Italien, das Äthiopien besetzt hielt. Britische Kriegsschiffe errichteten daher von September 1940 bis Januar 1942 eine Blockade über das Gebiet, was zur Hungersnot führte. Die Bezeichnung carmii für diese Zeit soll vom Namen einer Sorghum-Art abgeleitet sein, die normalerweise als Rinderfutter dient, damals aber auch von Menschen verzehrt wurde. Nach der Flucht der bisherigen Vichy-Treuen wechselte die Kolonie am 4. Dezember 1942 auf die Seite des Freien Frankreichs und die Briten hoben die Blockade auf.
1946 wurde das Gebiet ein Überseeterritorium (Territoire d'outre-mer, abgekürzt TOM) und entsandte einen Delegierten in die Französische Nationalversammlung. Entsprechend dem Gesetz Loi Lamine Guèye von 1946 hatten alle Bürgerinnen und Bürger der Überseeischen Territorien das Wahlrecht für Wahlen zum Französischen Parlament, sodass für die Wahl dieses Gremiums ein Frauenwahlrecht bestand. Gewählt wurde jedoch in zwei Klassen (collèges).
1956 bekam Dschibuti begrenzte Autonomie durch die loi-cadre Defferre. Erst dieses Gesetz garantierte das allgemeine Wahlrecht. Ab 1956 waren Parteien erlaubt. Die beiden wichtigsten politischen Gruppierungen bei den Wahlen zum Territorialrat 1957 waren die Union Républicaine von Mahamoud Harbi und die Défense des Intérêts Economiques et Sociaux du Térritoire (DIEST) unter Hassan Gouled Aptidon. Die UR errang sämtliche Sitze, spaltete sich aber bereits ein Jahr später wegen der Frage der Unabhängigkeit der Kolonie. Während die Afar den Status mehrheitlich beibehalten wollten, strebten viele Somali die Unabhängigkeit und den Anschluss Dschibutis an ein Groß-Somalia an. Am 28. September 1958 entschied sich die Bevölkerung für die Beibehaltung des Status als TOM und gegen die Unabhängigkeit. Der bisherige Regierungschef Harbi, ein entschiedener Befürworter der Unabhängigkeit, verlor die Unterstützung seiner Partei. Im Oktober 1958 kam es in Dschibuti zu Unruhen wegen der Abstimmung. Bei den Neuwahlen erhielt die DIEST die Mehrheit. Harbis eigene Partei, die Union Démocratique des Somalis (UDC), erhielt nur sieben der 32 Mandate. Harbi verließ enttäuscht das Land. Am 12. Dezember 1958 bestätigte der Territorialrat den Status als TOM. Gleichzeitig mehrten sich die Rivalitäten zwischen den Afar und den Issa, dem größten der drei Somali-Clans. Während Gouled Aptidon zur Mehrheit der Somali gehört, sind seine Nachfolger als Regierungschefs bis zum Jahr 1976 alle Angehörige der profranzösischen Afar-Minderheit. 1959 wurde Ahmed Dini Ahmed Regierungschef, doch wurde er bereits im Juni 1960 durch Ali Aref Bourhan ersetzt. Ab 1966 kam es zu vermehrten Feindseligkeiten zwischen den beiden Lagern. Bourhan trat 1966 zugunsten von Abdallah Mohamed Kamil zurück.

### Französisches Afar- und Issa-Territorium 1967–1977
Am 19. März 1967 ließ Frankreich eine erneute Abstimmung über den Status durchführen. Von den 39.512 Abstimmenden votierten 22.555 (57,08 %) für den Verbleib bei Frankreich, 14.666 für die Unabhängigkeit. Viele Somali stimmten allerdings nicht ab. Das Gebiet erhielt den neuen Namen Französisches Afar- und Issa-Territorium. Am 7. Juli 1967 trat Kamil von der Demokratischen Afar-Versammlung (frz. Rassemblement Démocratique Afar RDA) zurück und Bourhan (jetzt von der Nationalen Union für die Unabhängigkeit; frz. Union Nationale pour l'Indépendence UNI) wurde wieder Regierungschef. Bei den Wahlen von 1968 erhielt seine Partei 26 der 32 Sitze. Die UNO und die OAU forderten die Entkolonialisierung des Gebiets. Somali gründeten die Befreiungsbewegung Front de Libération de la Côte des Somalis (FLCS), die von der Republik Somalia aus operierte. 1972 erhielt das Gebiet eine größere Selbstverwaltung. Im gleichen Jahr gründete Hassan Gouled Aptidon die Partei Afrikanische Volksliga für die Unabhängigkeit (frz. Ligue Populaire Africaine pour l'Indépendence LPAI). Im Mai 1975 kam es zu schweren Streitigkeiten zwischen den Somali und Afar wegen der Frage des Anschlusses an Somalia. Diese Unruhen fordern elf Tote. Frankreich beschleunigte den Unabhängigkeitsprozess, um von der mittlerweile zum Ballast gewordenen Kolonie loszukommen. Es führte Gespräche zur Ausarbeitung einer neuen Verfassung, welche am 19. März 1977 abgeschlossen wurden. Am 8. Mai 1977 ergab eine dritte Volksabstimmung eine Mehrheit von 99,75 % für die Unabhängigkeit. Die Afar nahmen allerdings an der Abstimmung nicht teil. Die Kolonie wurde am 27. Juni 1977 unter dem Namen Dschibuti unabhängig. Das allgemeine Wahlrecht unabhängig vom Geschlecht wurde 1977 bestätigt.

## Unabhängiges Dschibuti
Im unabhängigen Dschibuti blieben die Beziehungen zwischen Afar und Somali gespannt. Hassan Gouled Aptidon löste 1979 die LPAI auf und gründete die RPP, die er 1981 zur einzig erlaubten Einheitspartei machte. Afar, die sich benachteiligt fühlten, gründeten daher die Rebellenorganisation Front pour la restauration de l’unité et la démocratie (FRUD), die sich 1991–1994 Kämpfe mit der Regierungsarmee lieferte. Dieser Dschibutische Bürgerkrieg trug dazu bei, dass 1992 wieder ein Mehrparteiensystem eingeführt wurde. Die RPP – der sich nach dem Friedensschluss auch die FRUD größtenteils anschloss – dominiert jedoch weiterhin die Politik.
1999 folgte der Somali Ismail Omar Guelleh Hassan Gouled Aptidon als Präsident nach, 2005 wurde er ohne Gegenkandidat wiedergewählt. Das Land ist seit 1986 Sitz der regionalen Organisation IGAD, die auf Initiative Aptidons gegründet worden war. Seit 2001 operiert die Operation Enduring Freedom von hier aus. Inmitten einer unruhigen Region (vgl. Eritrea-Äthiopien-Krieg, somalischer Bürgerkrieg) ist Dschibuti politisch relativ stabil.
Im Jahr 2008 gab es Grenzstreitigkeiten mit Eritrea.